# ثوم أنطالي
الثوم الأنطالي (باللاتينية: Allium antalyense) نوع نباتي عشبي يتبع جنس الثوم من الفصيلة الثومية.

## الموئل والانتشار
ينتشر في تركيا.